# Juvignies
Juvignies é uma comuna francesa na região administrativa de Altos da França, no departamento de Oise. Estende-se por uma área de 8,09 km². Em 2010 a comuna tinha 324 habitantes (densidade: 40 hab./km²).